# Sulfanilamide
La sulfanilamide o solfanilammide è l'ammide dell'acido 4-amminobenzensolfonico.
A temperatura ambiente si presenta come un solido biancastro dall'odore caratteristico.

## Applicazioni
Le sulfanilamidi sono una famiglia di antibiotici che agiscono come antimetaboliti. Appartiene a questa classe di farmaci anche il diuretico dell'ansa furosemide.
La sulfanilamide agisce come analogo dell'acido p-amminobenzoico (PABA) che assieme alla pteridina e all'acido glutammico reagisce a formare l'acido diidrofolico, implicato in innumerevoli reazioni metaboliche tra cui, ad esempio, come cofattore nella forma n5,n10 metilentetraidrofolato, nella conversione di uracile in timina. La sulfanilamide rappresenta l'esempio di un antibiotico sintetico, anche detto antibiotico chemioterapico.
La somiglianza tra la sulfanilamide e l'acido PABA le permette di attuare un'Inibizione competitiva nei confronti dell'enzima diidropteroato sintetasi che attiva la reazione metabolica. L'uomo non sintetizza acido folico ma lo integra con la dieta; i batteri al contrario sintetizzano acido folico a seconda del fabbisogno questo è il motivo della bassa tossicità della sulfanilamide sull'organismo umano.
È stato dimostrato che il sulfanilamide, assieme al fenobarbital, è capace di attivare l'enzima ALA sintetasi, catalizzatore della prima reazione utile per la biosintesi del porfobilinogeno, precursore della protoporfirina la quale costituisce insieme allo ione ferroso Fe2+ l'emoglobina.